# 赤足广场

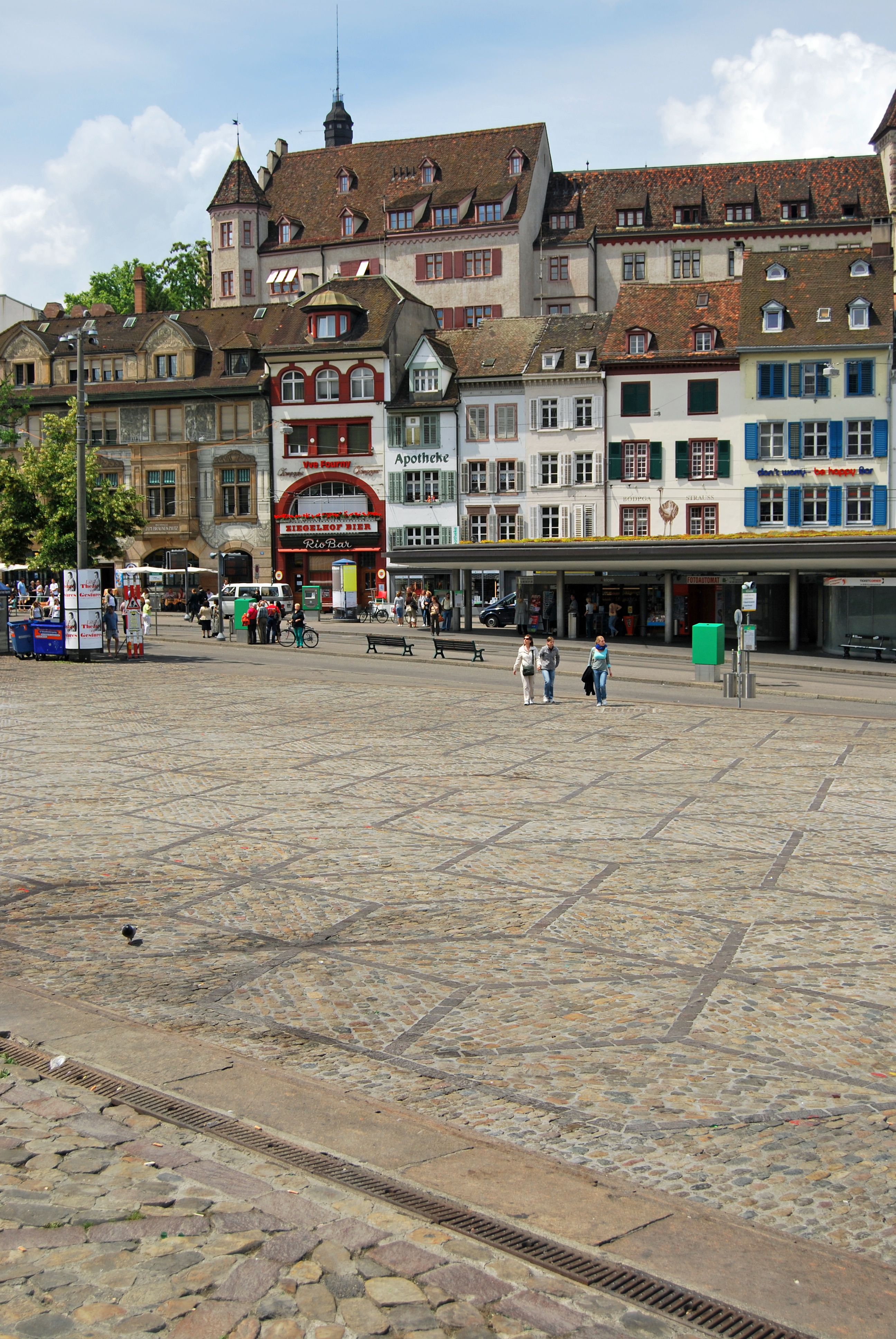
赤足广场

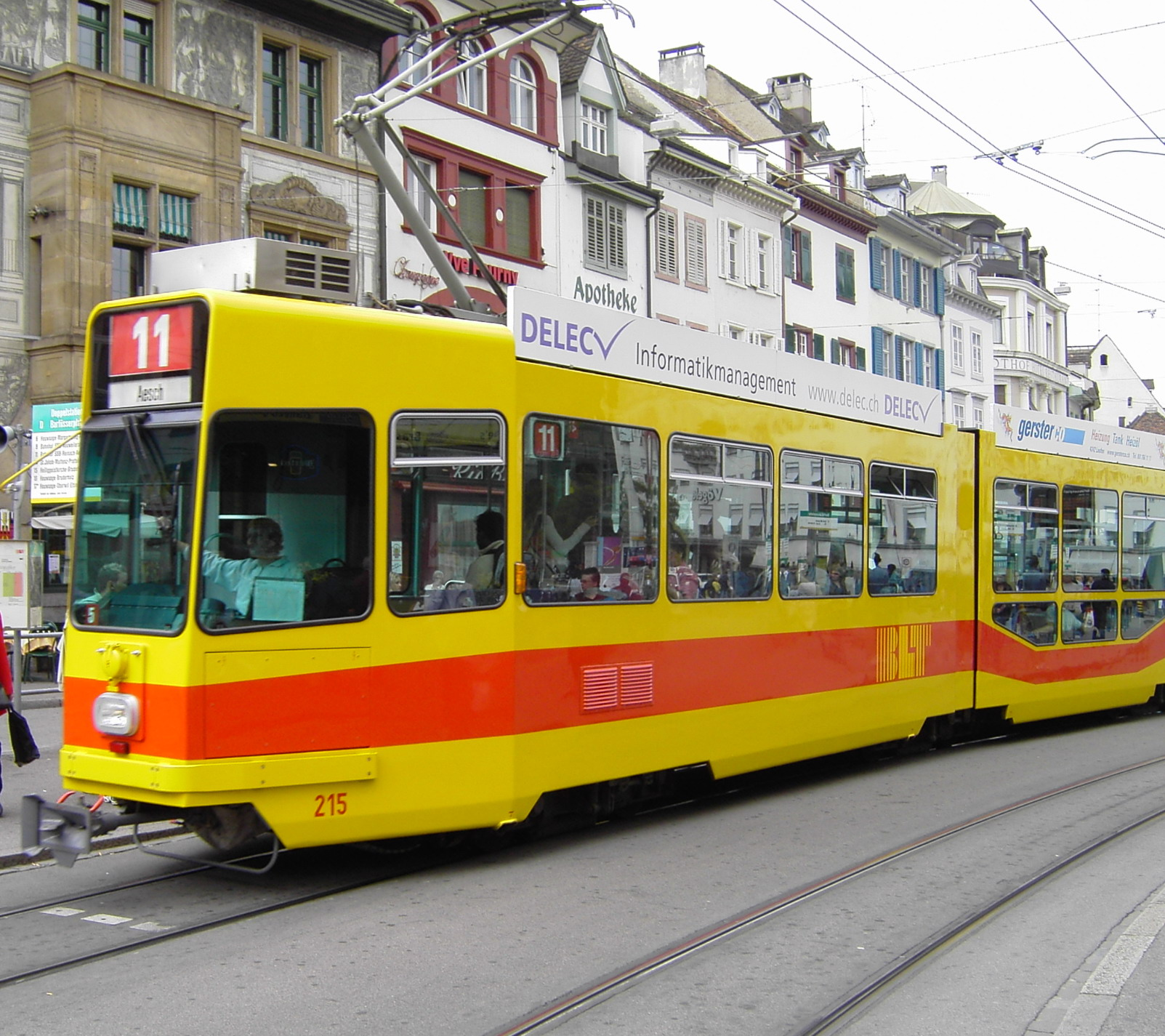
11路电车在赤足广场

赤足广场（Barfüsserplatz）是瑞士城市巴塞尔市中心的一个广场，也是八条电车线路经过的枢纽。
赤足广场得名于方济各会的赤足教堂。在此交汇的道路有盖伯街（Gerbergasse）、法尔肯讷街（Falknerstrasse）、Streitgasse、施泰嫩贝格（Steinenberg）和科伦贝格（Kohlenberg）等。

## 电车
赤足广场是巴塞尔唯一一处有八条电车线路经过的地点（3、6、8、11、14、15、16、17），因此成为重要的中转点。